# Wood Lake (Minnesota)
Wood Lake è un comune degli Stati Uniti d'America, situato nello Stato del Minnesota, nella Contea di Yellow Medicine.